# Gazelka masajska
Gazelka masajska (Nanger granti) – gatunek kopytnego ssaka z rodziny wołowatych (Bovidae) opisany naukowo pod nazwą Gazella granti, honorującą szkockiego badacza Jamesa Augustusa Granta. Wraz z gazelką płochą i aulem zaliczane są do dużych gazel, klasyfikowanych w rodzaju Nanger.

## Występowanie
Gazelka masajska występuje we wschodniej Afryce – od południowej Etiopii po Tanzanię. Zasiedla równiny i tereny górzyste. Preferuje głównie tereny trawiaste z porośniętymi gdzieniegdzie obszarami krzewiastymi, zamieszkuje także obszary półpustynne, unika terenów z wysoką trawą. 

## Tryb życia

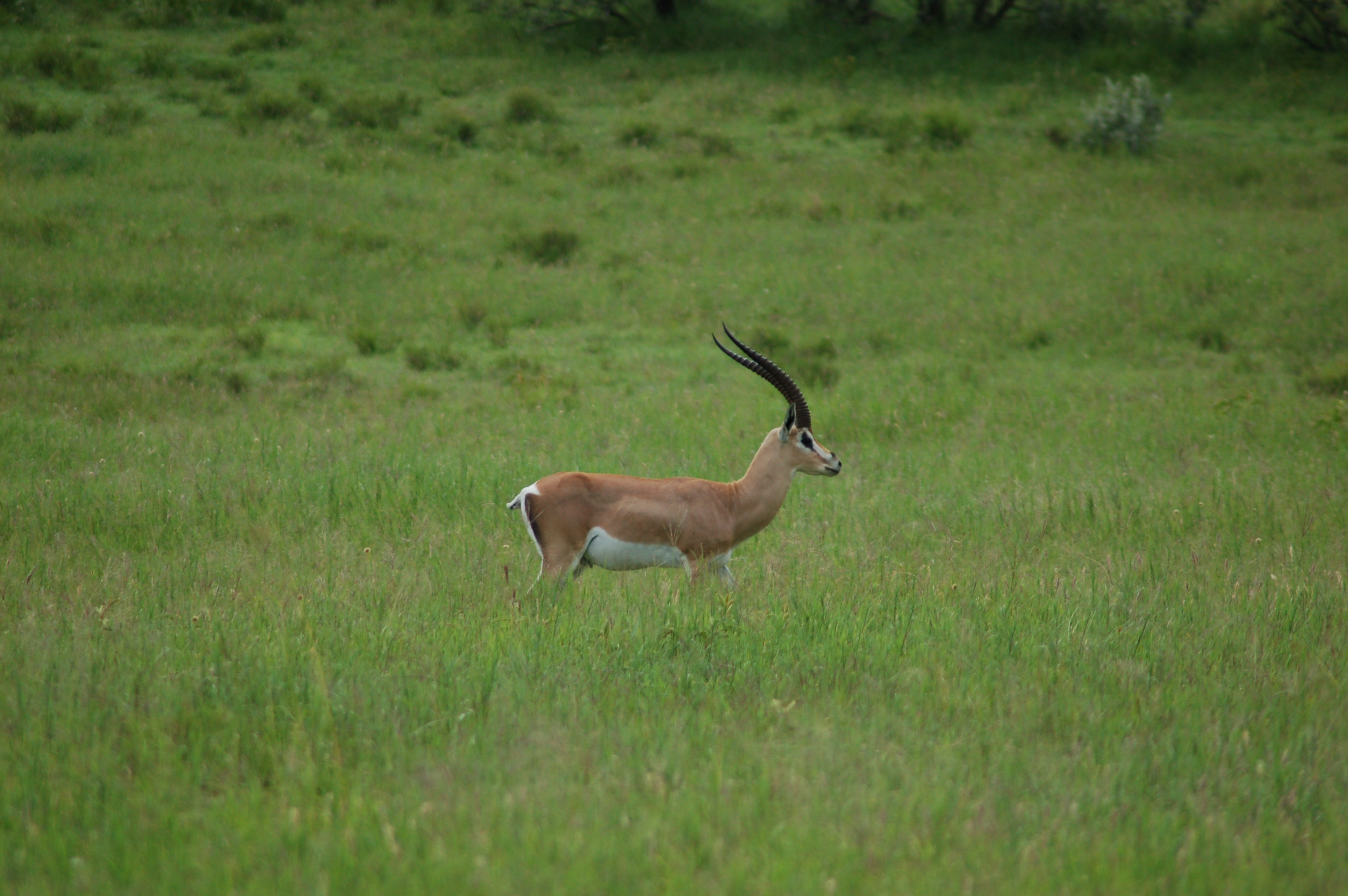

Żywi się ziołami, trawą, gałązkami oraz kiełkami. Gazelka masajska tworzy duże stada złożone z samców i samic. Największe niebezpieczeństwo grozi tym gazelom ze strony likaonów i gepardów. Człowiek przyczynia się do zmniejszania populacji tej antylopy.

## Budowa ciała
Gazelka masajska przypomina budową gazelopkę sawannową. Rogi samców tej gazelki są zbudowane w kształcie liry, grubsze u podstawy, węższe na zakończeniu i mierzą od 45 do 80 cm długości.
Tworzy liczne podgatunki różniące się umaszczeniem oraz kształtem rogów. Kolor sierści cynamonowo-brązowy z białym podbrzuszem. 

## Wymiary
- Wysokość w kłębie: 80–95 cm[4]
- długość ciała: 95–150 cm[4]
- masa ciała: 35–80 kg[4]